# Can Canonge (Corbera de Llobregat)
Can Canonge és una masia de Corbera de Llobregat (Baix Llobregat) inclosa a l'Inventari del Patrimoni Arquitectònic de Catalunya.

## Descripció
En l'entroncament del camí vell de Corbera a Sant Andreu de la Barca i el traçat viari de la urbanització Canonja-Susalba, en un clos tancat hi ha la masia de Can Canonge. La casa té l'aspecte original exterior gairebé de l'època, probablement el segle xviii, salvant l'addició a la part esquerra, d'una galeria a doble arcada, muntada damunt un annexe (cort o corral) existent.

## Història
Per les referències donades per la propietat actual, sembla que antigament formava part de béns eclesiàstics: canongia (d'on li ve el nom).